# Copa de fútbol femenino de Alemania
La Copa femenina de Alemania (en alemán y oficialmente: DFB-Pokal der Frauen) es una competición entre clubes del fútbol de Alemania. Es la segunda competición a nivel local de mayor relevancia, siendo solo superada por la Bundesliga Femenina. Es organizada por la Federación Alemana de Fútbol. Fue creada en 1981.
Desde 1984 la final se ha jugado siempre un día antes que la de la Copa de Alemania masculina. Entre 1985 y 2009 la final se jugaba siempre en el Estadio Olímpico de Berlín. Desde 2010 se juega en el Estadio Rhein Energie de Colonia. 
El equipo más laureado es el VfL Wolfsburgo, con 11 títulos.

## Palmarés
| Temporada | Campeón                | Resultado      | Subcampeón                 | Sede de la final                 |
| --------- | ---------------------- | -------------- | -------------------------- | -------------------------------- |
| 1980-81   | Bergisch Gladbach      | 5–0            | TuS Wörrstadt              | Neckarstadion, Stuttgart         |
| 1981-82   | Bergisch Gladbach      | 3–0            | VfL Wittekind Wildeshausen | Waldstadion, Fránkfurt           |
| 1982-83   | KBC Duisburg           | 3–0            | FSV Frankfurt              | Stadion am Bornheimer, Fránkfurt |
| 1983-84   | Bergisch Gladbach      | 2–0            | VfR Eintracht Wolfsburgo   | Waldstadion, Fránkfurt           |
| 1984-85   | FSV Frankfurt          | 1–1 (4–3 pen.) | KBC Duisburg               | Estadio Olímpico, Berlín         |
| 1985-86   | TSV Siegen             | 2–0            | Bergisch Gladbach          | Estadio Olímpico, Berlín         |
| 1986-87   | TSV Siegen             | 5–2            | STV Lövenich               | Estadio Olímpico, Berlín         |
| 1987-88   | TSV Siegen             | 4–0            | Bayern de Múnich           | Estadio Olímpico, Berlín         |
| 1988-89   | TSV Siegen             | 5–1            | FSV Frankfurt              | Estadio Olímpico, Berlín         |
| 1989-90   | FSV Frankfurt          | 1–0            | Bayern de Múnich           | Estadio Olímpico, Berlín         |
| 1990-91   | Grün-Weiß Brauweiler   | 1–0            | TSV Siegen                 | Estadio Olímpico, Berlín         |
| 1991-92   | FSV Frankfurt          | 1–0            | TSV Siegen                 | Estadio Olímpico, Berlín         |
| 1992-93   | TSV Siegen             | 1–1 (6–5 pen.) | Grün-Weiß Brauweiler       | Estadio Olímpico, Berlín         |
| 1993-94   | Grün-Weiß Brauweiler   | 2–1            | TSV Siegen                 | Estadio Olímpico, Berlín         |
| 1994-95   | FSV Frankfurt          | 3–1            | TSV Siegen                 | Estadio Olímpico, Berlín         |
| 1995-96   | FSV Frankfurt          | 2–1            | SC Klinge Seckach          | Estadio Olímpico, Berlín         |
| 1996-97   | Grün-Weiß Brauweiler   | 3–1            | FC Eintracht Rheine        | Estadio Olímpico, Berlín         |
| 1997-98   | FCR 2001 Duisburg      | 6–2            | FSV Frankfurt              | Estadio Olímpico, Berlín         |
| 1998-99   | 1. FFC Frankfurt       | 1–0            | FCR 2001 Duisburg          | Estadio Olímpico, Berlín         |
| 1999-00   | 1. FFC Frankfurt       | 2–1            | Sportfreunde Siegen        | Estadio Olímpico, Berlín         |
| 2000-01   | 1. FFC Frankfurt       | 2–1            | Flaesheim-Hillen           | Estadio Olímpico, Berlín         |
| 2001-02   | 1. FFC Frankfurt       | 5–0            | Hamburgo SV                | Estadio Olímpico, Berlín         |
| 2002-03   | 1. FFC Frankfurt       | 1–0            | FCR 2001 Duisburg          | Estadio Olímpico, Berlín         |
| 2003-04   | 1. FFC Turbine Potsdam | 3–0            | 1. FFC Frankfurt           | Estadio Olímpico, Berlín         |
| 2004-05   | 1. FFC Turbine Potsdam | 3–0            | 1. FFC Frankfurt           | Estadio Olímpico, Berlín         |
| 2005-06   | 1. FFC Turbine Potsdam | 2–0            | 1. FFC Frankfurt           | Estadio Olímpico, Berlín         |
| 2006-07   | 1. FFC Frankfurt       | 1–1 (4–1 pen.) | FCR 2001 Duisburg          | Estadio Olímpico, Berlín         |
| 2007-08   | 1. FFC Frankfurt       | 5–1            | 1. FC Saarbrücken          | Estadio Olímpico, Berlín         |
| 2008-09   | FCR 2001 Duisburg      | 7–0            | 1. FFC Turbine Potsdam     | Estadio Olímpico, Berlín         |
| 2009-10   | FCR 2001 Duisburg      | 1–0            | FF USV Jena                | RheinEnergieStadion, Colonia     |
| 2010-11   | 1. FFC Frankfurt       | 2–0            | 1. FFC Turbine Potsdam     | RheinEnergieStadion, Colonia     |
| 2011-12   | Bayern de Múnich       | 2–0            | 1. FFC Frankfurt           | RheinEnergieStadion, Colonia     |
| 2012-13   | VfL Wolfsburgo         | 3–2            | 1. FFC Turbine Potsdam     | RheinEnergieStadion, Colonia     |
| 2013-14   | 1. FFC Frankfurt       | 3–0            | SGS Essen                  | RheinEnergieStadion, Colonia     |
| 2014-15   | VfL Wolfsburgo         | 3–0            | 1. FFC Turbine Potsdam     | RheinEnergieStadion, Colonia     |
| 2015-16   | VfL Wolfsburgo         | 2–1            | SC Sand                    | RheinEnergieStadion, Colonia     |
| 2016-17   | VfL Wolfsburgo         | 2–1            | SC Sand                    | RheinEnergieStadion, Colonia     |
| 2017-18   | VfL Wolfsburgo         | 0–0 (3–2 pen.) | Bayern de Múnich           | RheinEnergieStadion, Colonia     |
| 2018-19   | VfL Wolfsburgo         | 1–0            | SC Friburgo                | RheinEnergieStadion, Colonia     |
| 2019-20   | VfL Wolfsburgo         | 3–3 (4-2 pen.) | SGS Essen                  | RheinEnergieStadion, Colonia     |
| 2020-21   | VfL Wolfsburgo         | 1–0            | Eintracht Frankfurt        | RheinEnergieStadion, Colonia     |
| 2021-22   | VfL Wolfsburgo         | 4–0            | 1. FFC Turbine Potsdam     | RheinEnergieStadion, Colonia     |
| 2022-23   | VfL Wolfsburgo         | 4–1            | SC Friburgo                | RheinEnergieStadion, Colonia     |
| 2023-24   | VfL Wolfsburgo         | 2–0            | Bayern de Múnich           | RheinEnergieStadion, Colonia     |
| 2024-25   | Bayern de Múnich       | 4–2            | Werder Bremen              | RheinEnergieStadion, Colonia     |

## Títulos por club
| Equipo                     | Campeón | Subcampeón | Títulos                                                          |
| -------------------------- | ------- | ---------- | ---------------------------------------------------------------- |
| VfL Wolfsburgo             | 11      | 1*         | 2013, 2015, 2016, 2017, 2018, 2019, 2020, 2021, 2022, 2023, 2024 |
| 1. FFC Frankfurt           | 9       | 5          | 1999, 2000, 2001, 2002, 2003, 2007, 2008, 2011, 2014             |
| TSV Siegen                 | 5       | 5          | 1986, 1987, 1988, 1989, 1993                                     |
| FSV Frankfurt              | 5       | 3          | 1985, 1990, 1992, 1995, 1996                                     |
| 1. FFC Turbine Potsdam     | 3       | 5          | 2004, 2005, 2006                                                 |
| FCR 2001 Duisburg          | 3       | 3          | 1998, 2009, 2010                                                 |
| Bergisch Gladbach          | 3       | 1          | 1981, 1982, 1984                                                 |
| Grün-Weiß Brauweiler       | 3       | 1          | 1991, 1994, 1997                                                 |
| Bayern de Múnich           | 2       | 4          | 2012, 2025                                                       |
| KBC Duisburgo              | 1       | 1          | 1983                                                             |
| SC Sand                    | –       | 2          | ---                                                              |
| SGS Essen                  | –       | 2          | ---                                                              |
| SC Friburgo                | –       | 2          | ---                                                              |
| Flaesheim-Hillen           | –       | 1          | ---                                                              |
| Hamburgo SV                | –       | 1          | ---                                                              |
| FF USV Jena                | –       | 1          | ---                                                              |
| STV Lövenich               | –       | 1          | ---                                                              |
| FC Eintracht Rheine        | –       | 1          | ---                                                              |
| 1. FC Saarbrücken          | –       | 1          | ---                                                              |
| SC Klinge Seckach          | –       | 1          | ---                                                              |
| VfL Wittekind Wildeshausen | –       | 1          | ---                                                              |
| TuS Wörrstadt              | –       | 1          | ---                                                              |
| Werder Bremen              |         |            |                                                                  |

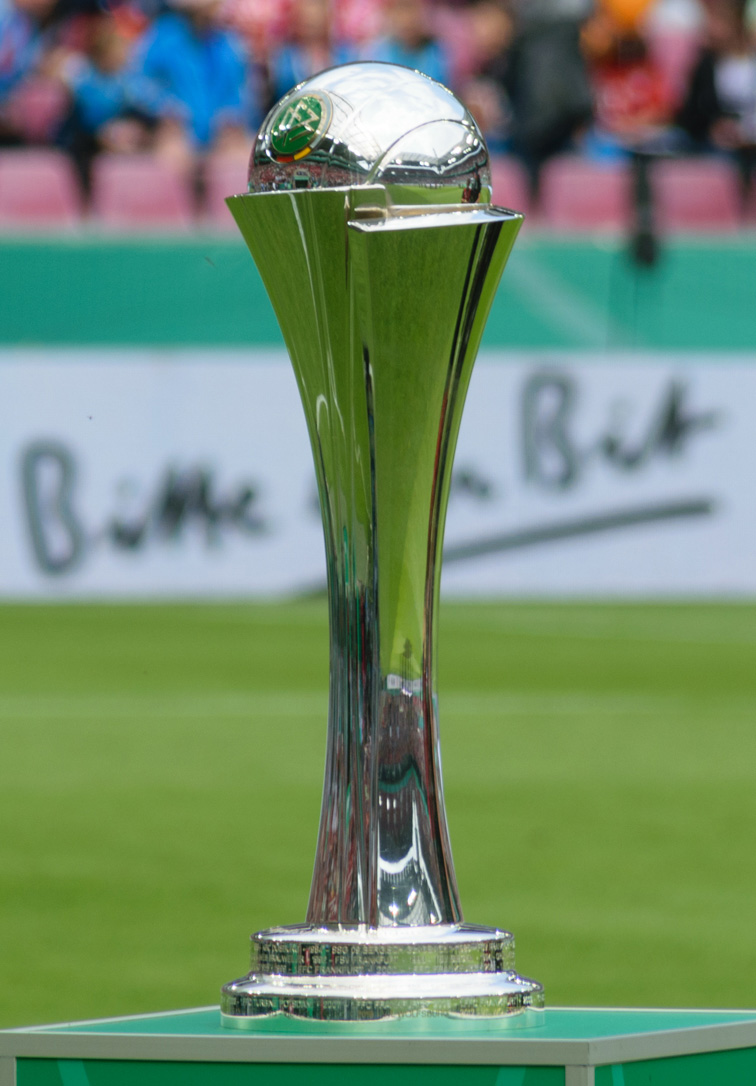
Trofeo de la Copa de Alemania femenina.

(*) Nota: Subcampeonato de  VfL Wolfsburg como VfR Eintracht Wolfsburg